# وردبردهري تنغاري (دشت روم)
وردبردهري تنغاري (بالفارسية: وردبردهری تنگاری) هي قرية تقع في إيران في قسم دشت روم الريفي.